# سیارک ۲۴۳۳۲
سیارک ۲۴۳۳۲ (به انگلیسی: 24332 Shaunalinn، نامگذاری:2000AK69) بیست و چهار هزار و سیصد و سی و دومین سیارک کشف شده‌است که در ۵ ژانویه ۲۰۰۰ کشف شد.
قدر مطلق سیارک برابر ۱۰.۷ است.